# Блэк, Сэмюэл Дункан
Сэ́мюэл Ду́нкан Блэк (англ. Samuel Duncan Black, более известный как С. Дункан Блэк (англ. S. Duncan Black); 1883—1951) — американский предприниматель и изобретатель, вместе с Алонзо Дж. Деккером основавший компанию по производству инструментов Black & Decker. Известность они приобрели благодаря совместной разработке пистолетной рукоятки и спускового переключателя для переносных электрических дрелей, а также универсального двигателя для переносных электроинструментов.

## Биография
С. Дункан Блэк родился 2 августа 1883 года в Балтиморе, штат Мэриленд, США, в семье со средним достатком. Окончил старшую общеобразовательную школу «Балтиморский политехнический институт» (Baltimore Polytechnic Institute), выучившись на чертёжника. В 1906 году познакомился с Алонзо Дж. Деккером (Alonzo Galloway Decker), производителем инструментов и штампов. В 1910-м они объединили средства и совместно открыли небольшой механический цех. Вначале их компания производила на заказ различные технические устройства, среди которых были: машина для закупоривания бутылок с молоком, машина для прикрепления карманов к жилетам, машина для окунания конфет, оборудование для Монетного двора США и др. Несмотря на первоначальный успех, приятели хотели разрабатывать свою собственную продукцию — инструменты и оборудование, привлекательные для широкого рынка. Случай представился в 1914 году, тогда Блэк и Деккер усовершенствовали первый в мире электрический инструмент — моторно-ручное сверлильное устройство, работающее на электродвигателе.

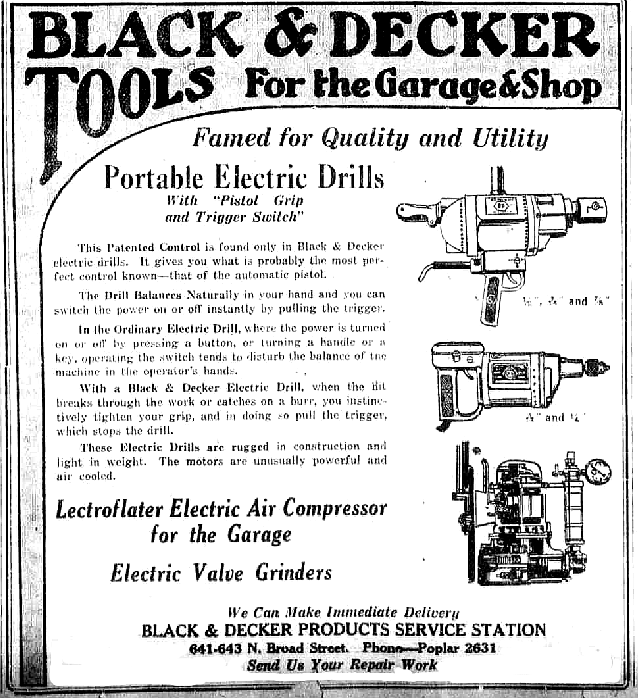
Газетная реклама первых электроинструментов Black & Decker

Нужно сказать, что в те годы электрическая дрель уже давно существовала. Она была изобретена в 1868-м механиком (по другим данным — дантистом) Джорджем Грином (George Green). Он первым применил на практике в зубоврачебном кабинете конструкцию из гибкого вала, наконечника и электродвигателя, работавшего от постоянного тока. В 1872-м компания американца Сэмюэла Уайта (Samuel White) S. S. White Company приступила к серийному выпуску этого устройства. Электродрель была слишком неудобной и громоздкой, требовала от оператора держать её обеими руками за боковые ручки, прижимать грудью, чтобы можно было проникнуть сквозь рабочую поверхность. Аппарат не сразу нашёл признание: электричество тогда было не везде и дорого, дантисты работали в основном на квартирах, используя педальную технику, да и недавняя британская новинка — механическая заводная дрель — ещё долго оставалась популярной. Позже, на рубеже XIX и XX веков, в Германии, на предприятии братьев Файнов Mechanische Werkstatt C. & E. FEIN электродрель усовершенствовали, совместив двигатель и сверло без гибкого электропривода. Примерно в те же годы свой дрельный девайс выпустила знаменитая немецкая фирма Siemens & Halske. Но и эти конструкции были двуручными, оставаясь почти такими же громоздкими и тяжёлыми в эксплуатации, как и раньше. Тем не менее, мобильные «двуручники» от Файнов и Сименса позволили активно развиваться малому бизнесу. Использовали их в своей мастерской и приятели Блэк и Деккер.
Однажды, в 1914-м, Дункан Блэк, весь бледный, с тампоном за щекой, вернулся от дантиста из-под уже 40 лет проработавшей стоматологической дрели Грина. На вопрос Деккера, как всё прошло, он ответил: «Да застрелиться легче, Алонзо!» К тому времени дела у компаньонов шли неважно, предприятие, в которое они четыре года назад вложили по 600 долларов каждый, было на грани закрытия. Оборудование для выпуска крышек молочных бутылок и производства леденцов не особенно пользовалось спросом. И тут приятели обратили внимание на кольт: очередной вариант этого пистолета образца 1911 года был очень популярен, его приняли на вооружение в армии, пустили в серию. Блэк и Деккер придумали использовать в устройстве электродрели пистолетную рукоятку и спусковой крючок вместо переключателя, применявшегося в прежних моделях. Это позволило управлять аппаратом при помощи одной руки. Кроме того, их новая полудюймовая переносная дрель имела универсальный электродвигатель, способный работать от переменного тока.
В 1916-м они наладили производство дрелей. В следующем году их фирма открыла завод площадью 12 тыс. кв. м в Таусоне, штат Мэриленд. В том же 1917-м на рынке появилось ещё одно их устройство — переносной воздушный компрессор под названием Lectroflater, ставший первым официальным инструментом, произведённым компанией. A 6 ноября 1917 года Блэк и Деккер наконец получили долгожданный патент на дрель (electrically-driven tool). К 1920-му компания Black & Decker превысила годовой объём продаж в 1 млн долл. и вскоре имела офисы в 8 городах США и завод в Канаде. Пережив суровые последствия Депрессии и Второй мировой войны, Black & Decker вышла за пределы рынков промышленного и профессионального электроинструмента и стала крупнейшим в мире производителем электрических инструментов для потребителей. Продолжая внедрять инновации, компания в 1946 году представила первую линейку подобных товаров, специально разработанных для потребительского рынка «сделай сам», в 1961-м выпустила первый в мире аккумуляторный электроинструмент.
На счету Дункана Блэка 14 патентов. Он занимал пост президента компании с 1910 года до своей смерти в 1951-м, когда его сменил Деккер. За эти годы Black & Decker приобрела множество других компаний, а в 2010-м объединилась со Stanley Works и поменяла название на Stanley Black & Decker.

## Семья
В 1903 году Дункан Блэк женился на Анне Риджли Блэк (Anna Ridgeley Black), в девичестве Талботт (Talbott). В этом браке родились трое детей: в 1904 году дочь Элизабет Блэк, в замужестве Эпси (Elizabeth Black Apsey), в 1907-м дочь Элис Блэк, в замужестве Льюис (Alice Black Lewis) и в 1916-м сын Сэмюэл Дункан Блэк (Samuel Duncan Black).
С. Дункан Блэк скончался 15 апреля 1951 года в Таусоне, штат Мэриленд.